# 特拉華鎮區 (堪薩斯州傑佛遜縣)
特拉華鎮區（英語：Delaware Township）為美國堪薩斯州傑佛遜縣轄下的鎮區。2010年美国人口普查中此鎮區人口有1,939人。

## 地理
特拉華鎮區涵蓋總面積為229.4平方（88.59平方英里），其中陸地面積為226.8平方（87.56平方英里），水域面積為2.7平方（1.03平方英里）或1.16%。海拔高度288（945英尺）。

## 人口統計
根據2010年美國人口普查，特拉華鎮區人口有1,939人，其中男性有938人，女性有1,001人，人口密度為每平方公里8.45人，住房計823戶。鎮區內的白人有1,886人，非裔美國人有25人，美洲原住民有15人，亞裔美國人有1人，太平洋島裔美國人有0人，其他種族有2人，混血種族則有10人。此外鎮區內有30人為西班牙裔或拉丁裔美國人。此鎮區之年齡中位數為42.5歲，而男性年齡中位數為42.3歲，女性年齡中位數為42.8歲。

## 交通

### 主要公路
- 4號堪薩斯州州道
- 16號堪薩斯州州道